# Vera Nemtchinova
Vera Nikolaievna Nemtxínova, en ruso: Вера Николаевна Немчинова, conocida habitualmente como Vera Nemchinova o Nemtchinova (Moscú, 26 de agosto de 1899 - Ciudad de Nueva York, 22 de julio de 1984) fue una bailarina y profesora de danza estadounidense de origen ruso.
Especializada en ballet clásico y contemporáneo, entre 1915 y 1926 formó parte de la Compañía de Ballets Rusos dirigida por Serguéi Diáguilev, logrando gran éxito en su interpretación del Andrógeno en el ballet Las Biches, representado en los principales teatros europeos y de los Estados Unidos. En 1927 se independizó, organizando su propia compañía la Ballet Nemtchinova-Dolin, junto a su marido Anatole Oboukhoff y Anton Dolin ambos grandes bailarines.
Después de años ininterrumpidos de éxitos, se instaló en Nueva York, en 1947, ocupando el cargo de profesora de danza en la Escuela de Ballet Artístico de aquella ciudad. En 1962 fundó en la misma ciudad su propia escuela de danza, siendo también asesora de las temporadas de ballet desarrolladas en los teatros neoyorquinos, en los que actuaron a menudo discípulos suyos.